# Effelder-Rauenstein
Effelder-Rauenstein était une commune allemande de Thuringe, située dans l'arrondissement de Sonneberg. Formée en 1994, elle a fusionné avec la commune de Mengersgereuth-Hämmern le 1er janvier 2012 pour former la commune de Frankenblick.

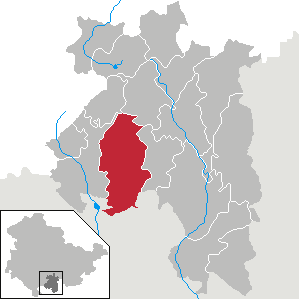
Situation d'Effelder-Rauenstein (en rouge) dans l'arrondissement de Sonneberg